# David II av Imeretien
David II av Imeretien, död 1795, var en georgisk monark. Han var kung i kungariket Imeretien mellan 1784-89 och 1790-91.